# Eugenio Giraldoni
Eugenio Giraldoni (Marseille, 20 mai 1871 - Helsinki, 23 juin 1924) est un baryton italien qui a eu une riche carrière internationale. En 1900, il a créé le rôle du Baron Scarpia dans Tosca de Giacomo Puccini.

## Biographie
Eugenio est le fils d'un autre baryton, Leone Giraldoni, et de la soprano et violoniste Carolina Ferni. Sa mère lui a donné des leçons de chant. Il a abandonné des études d'ingénieur commencées à Milan, pour se consacrer au chant. Il a fait ses débuts à l'opéra à Barcelone, comme Escamillo dans Carmen, en 1891.
Giraldoni a construit sa carrière en se produisant en diverses salles d'opéra en Italie et, en 1898, en visitant l'Amérique du Sud. Puis, le 14 janvier 1900, il a obtenu une place dans l'histoire de l'opéra quand il a créé le rôle du baron Scarpia dans Tosca, au Teatro Costanzi à Rome. Il a également chanté la première de cet opéra à la Scala le 17 mars 1900 sous la direction de Toscanini. Il s'est également produit dans la première représentation de La figlia di Iorio (en) d'Alberto Franchetti à la Scala de Milan, le 29 mars 1906.
Il a chanté en Russie et en Pologne de 1901 à 1907 et au Metropolitan Opera à New York au cours de la saison 1904-1905 (le rôle de Barnaba dans la Gioconda). En 1913, il est apparu à l'Opéra-Comique à Paris, comme Scarpia et comme Sharpless de Madame Butterfly.
Giraldoni avait une forte voix sombre et une grande présence sur scène, selon les descriptions contemporaines de ses interprétations. En dehors de Scarpia, ses rôles notables comprennent: les rôles titres d'Hamlet, Don Carlos, Eugène Onéguine, ainsi que les rôles d'Amonasro dans Aida, Telramund dans Lohengrin, Méphisto de La Damnation de Faust de Berlioz. Mais comme son rival direct, le baryton sicilien Mario Sammarco, le style de chant véhément de Giraldoni était mieux adapté au style des opéras des compositeurs véristes tels que Pagliacci de Ruggero Leoncavallo, Andrea Chénier d'Umberto Giordano, et Germania et Cristoforo Colombo d'Alberto Franchetti.
Après la Première Guerre mondiale, Giraldoni a chanté dans le circuit des théâtres provinciaux de l'Italie. Il a pris sa retraite de la scène à Trieste en 1921 et est mort trois ans plus tard en Finlande, où il était allé enseigner. Sa dernière apparition à l'opéra a été dans le rôle du Père dans Louise.
Giraldoni a fait un certain nombre d'enregistrements avant la Première Guerre mondiale, dont certains ont été réédités en CD.
En 1893 lors d'une tournée de concerts en Géorgie, Giraldoni a épousé la pianiste géorgienne Tamar Eristavi.

## Source de la traduction
- (it) Cet article est partiellement ou en totalité issu de l’article de Wikipédia en italien intitulé « Eugenio Giraldoni » (voir la liste des auteurs).